# Linha do Tonkin
A Linha do Tonkin também conhecida como linha do Sul-Lemano é uma linha de caminho de ferro que ligava Saint-Maurice  Valais  com  Genebra  passando por Évian-les-Bains  e Thonon-les-Bains,  ambas cidades  francesa na margem esquerda do Lago Lemano.
A linha ainda é explorada na Chablais Valaisano, e depois na porção Évian-les-Bains, Thonon-les-Bains, Genebra, que é  largamente utilizada pelos pendulares que vão trabalhar em Genebra e saem na Estação des Eaux-Vives .

## Nome
O nome Tonkin teria sido dado pelos construtores que teriam notado certas semelhanças geológicas com as que haviam encontrado na construção da linha de Tonkin no sul do Vietnam, então uma colónia francesa.
|  |